# Oleksiy Sych
Oleksiy Sych (Zoriá, 1 de abril de 2001) es un futbolista ucraniano que juega en la demarcación de centrocampista para el FK Karpaty Lviv de la Liga Premier de Ucrania.

## Selección nacional
Tras jugar en las categorías inferiores de la selección, finalmente hizo su debut con la selección de fútbol de Ucrania en un partido de la Liga de Naciones de la UEFA 2024-25 contra Albania que finalizó con un resultado de 1-2 a favor del combinado ucraniano tras los goles de Oleksandr Zinchenko y Roman Yaremchuk para Ucrania, y de Nedim Bajrami para Albania.

## Clubes
| Club                       | País    | Año       | Partidos | Goles |
| -------------------------- | ------- | --------- | -------- | ----- |
| FK Karpaty Lviv            | Ucrania | 2020      | 2        | 0     |
| FC Karpaty Halych (cedido) | Ucrania | 2020      | 6        | 0     |
| FC Rukh Lviv               | Ucrania | 2021-2022 | 18       | 0     |
| KV Kortrijk (cedido)       | Bélgica | 2022-2023 | 17       | 1     |
| FC Rukh Lviv               | Ucrania | 2023-2025 | 47       | 1     |
| FK Karpaty Lviv (cedido)   | Ucrania | 2025-     | 4        | 0     |